# Огунсанья, Кристиана
Кристиана Толулопа Огунсанья (англ. Christianah Tolulope Ogunsanya; 12 января 2002) — нигерийская спортсменка, борец вольного стиля. Победитель Африканских игр и чемпионатов Африки.

## Карьера
В середине мая 2023 года в тунисском Хаммамете, одолев в финальной схватке Ногону Бакайоко из Кот-д’Ивуара, она одержала победу на континентальном чемпионате. 
20 сентября 2023 года на чемпионате мира в Белграде в 1/16 финала одержала победу над Лилией Горишной из Украины, а в 1/8 финала на туше уступила Лусии Епес из Эквадора, заняв итоговое 16 место. 
В начале марта 2024 года в Аккре, победив в финале Ногону Бакайоко из, стала победителем Африканских игр. 
В середине марта 2024 года в египетской Александрии, одолев в финале Чахразед Аячи из Туниса, она во второй раз стала победителем чемпионата Африки. 
В конце марта 2024 года на африкано-океанском квалификационном турнире по вольной борьбе в той же Александрии ей удалось добыть лицензию на Олимпийские игры в Париж.

## Достижения
- Чемпионат Африки по борьбе 2023 — ;
- Африканские игры 2023 — ;
- Чемпионат Африки по борьбе 2024 — ;